# Hotel Špik
Hotel Špik del hotelske verige Hit d.d. Nova Gorica. V letu 2009 je bila polovica hotela renoviranega v štiri zvezdice, sobe v stari zgradbi imajo tri zvezdice. Lokacija hotela ponuja odličen pogled na Martuljško skupino, nahaja se na levem bregu Save dolinke, premore bazen in kompleks savn, možnost rekreacije pa ponuja tudi bližnja kolesarska steza, ki poteka po trasi nekdanje železnice od Mojstrane do Rateč. Hotel s tremi zvezdicami ima 60 sob, s štirimi pa 56 sob in dve suiti. 